# Friedrich Siemens Industrieofenbau

Logo der Friedrich Siemens Industrieofenbau GmbH von 1956

Die Firma Friedrich Siemens Industrieofenbau wurde 1856 von Friedrich Siemens in Berlin gegründet, einem Bruder von Werner von Siemens.

## Geschichte
Um 1856 kam Herr Lenz als Vertreter des damaligen österreichischen Leutnants Franz von Uchatius nach London, um dort dessen neues Stahlfabrikationsverfahren patentieren zu lassen und zu vermarkten. Siemens lernte Lenz in London kennen und unterhielt sich mit ihm über das Uchatiusverfahren, mit dem hochwertiger Stahl hergestellt werden konnte. Es war jedoch sehr viel kostenintensiver als das Bessemerverfahren, das dessen Erfinder kurz zuvor durch Vorträge bekannt gemacht hatte. Die verhältnismäßig hohen Kosten entstanden dadurch, dass die für den Herstellungsprozess erforderliche hohe Temperatur im Schmelzofen erzeugt werden musste, während Bessemer dies durch die Zuführung atmosphärischer Luft erreichte. Dies brachte Siemens auf die Idee, einen Schmelzofen nach dem Regenerativsystem zu entwickeln.
1857 baute Siemens den ersten Ofen bei seinem Bruder Carl Wilhelm Siemens in London. Im Juli 1867 übernahm er die Glasfabrik seines verstorbenen Bruders Hans Siemens in Dresden. Dort erprobte er seine Forschungen in einer eigenen Fabrik. Die Umstellung der Produktion von Tafelglas auf die Flaschenproduktion ermöglichte es ihm, bald darauf eine zweite Fabrik im sächsischen Döhlen zu erwerben.
Das Unternehmen fertigte vor allem Öfen für die Glasindustrie, die vereinzelt aber auch für Krematorien abgewandelt wurden. Am 9. Oktober 1874 fand im damaligen Siemens-Glaswerk auf der Freiberger Straße die erste Einäscherung Dresdens statt. Die Tote war die Engländerin Katherine Dilke (geb. Snell, 1842–1874), erste Ehefrau des britischen Unterstaatssekretärs Sir Charles Dilke (1843–1911). Sie hatte diese Form der Bestattung in ihrem Testament festgelegt. Etwas von ihrer Asche wird im Krematorium Meißen bzw. im Stadtarchiv Dresden aufbewahrt.
Siemens konstruierte neben dem Ofen zur Einäscherung auch einen Ofen zur Verbrennung von Tierkadavern. Durch die Zufuhr von erhitzter Luft war die Verbrennung nahezu rauchfrei und geruchsneutral. Er legte zudem großen Wert auf erträgliche Arbeitsbedingungen für seine Arbeiter, verbesserte die Produktionsbedingungen und belohnte gute Arbeitsleistung mit Prämien. Bis 1901 bekleidete Siemens eine Führungsposition im Aufsichtsrat des Unternehmens. Hauptsächlich widmete er sich aber bis zu seinem Tod seinen Forschungen zur Weiterentwicklung des Regenerativofens.
1904 übernahm sein ältester Sohn Friedrich Carl Siemens das Ofenbauunternehmen und verlegte den Firmensitz zurück nach Berlin.
Von 1910 bis 1920 wurden Walzwerköfen konstruiert, die Hochofengas nutzen können. Diese Bauart wurde als Regenerativstoßofen unter der Nr. 226121 patentamtlich geschützt. Es wurden ca. 100 solcher Öfen durch das Unternehmen Friedrich Siemens errichtet. Von 1922 bis 1923 baute das Unternehmen in Düsseldorf ein neues Haus als Vertriebs- und Konstruktionsbüro. Ende 1934 erfolgte die Umwandlung der bisherigen Friedrich Siemens Aktiengesellschaft zur Friedrich Siemens Kommanditgesellschaft. Am 22. November 1943 wurde das Berliner Büro durch Bomben zerstört. Wenige Wochen später nahm die Friedrich Siemens KG in Potsdam die Geschäfte wieder auf.
1945 fiel Friedrich Siemens’ Enkel, Andreas Siemens, im Zweiten Weltkrieg. Damit war unklar, wer das Unternehmen weiterführen soll. 1946 wurde das Konstruktionsbüro nach Berlin zurückverlegt. Die Firma baute in den Jahren 1946 bis 1949 mit Genehmigung der Besatzungsbehörden Mehr-Zonen-Stoßöfen, Rundtieföfen, Gasgeneratoren und Glasschmelzöfen für Werke in Deutschland, Jugoslawien und Ungarn.
1952 starb Friedrich Carl Siemens. Als persönlich haftender Gesellschafter folgte ihm Peter von Siemens nach. 1955 wurde der Firmensitz nach Düsseldorf verlagert. Juristisch war die Düsseldorfer Gesellschaft eine Zweigniederlassung der in Berlin weiter bestehenden Gesellschaft. 1956 wurde die Zweigniederlassung aufgehoben.